# Manuel Sanhouse
Manuel Alejandro Sanhouse Contreras (Mérida, Estado Mérida, Venezuela, 16 de julio de 1975) es un exfutbolista venezolano que actualmente es preparador de arqueros en la Universidad Católica de Serie A de Ecuador.

## Trayectoria
Comenzó jugando fútbol de salón en Mérida luego, ayudó al Deportivo Táchira FC a ganar el torneo de Clausura de la Primera División de Venezuela del 2007-2008 y ganando la Final de La primera división empatando como visitante: 1-1 y empatando como casa: 0-0 Ganando por goles fuera de Casa Contra el Caracas FC. Y así llevándose la 6.ª copa de la primera división para el Deportivo Táchira FC. En junio del 2012 se retiró del Táchira y se fue a las filas del ACD Lara. En diciembre de 2012 deja al Lara y se va al Aragua Fútbol Club donde culmina su carrera tras finalizar el Torneo Clausura 2013.

## Selección nacional
Ha jugado un partido internacional, que fue para la clasificación del Mundial de Fútbol Corea-Japón 2002 Perdiendo 5-0 ante Bolivia

### Estadísticas
| Detalle                  | Juegos | Goles encajados |
| ------------------------ | ------ | --------------- |
| Copa América             | 0      | 0               |
| Eliminatorias al Mundial | 1      | 5               |
| Amistosos                | 13     | 11              |
| Total                    | 14     | 19              |

## Clubes
| Club                  | País      | Año        |
| --------------------- | --------- | ---------- |
| Zulia FC              | Venezuela | 1997-1998  |
| Deportivo Italchacao  | Venezuela | 1999-2000  |
| Coquimbo Unido        | Chile     | 2000       |
| Caracas FC            | Venezuela | 2001-2003  |
| CD Espoli             | Ecuador   | 2003       |
| Deportivo Táchira FC  | Venezuela | 2004       |
| Estudiantes de Mérida | Venezuela | 2004-2005  |
| Trujillanos FC        | Venezuela | 2006       |
| UA Maracaibo          | Venezuela | 2006- 2007 |
| Deportivo Táchira FC  | Venezuela | 2007- 2012 |
| ACD Lara              | Venezuela | 2012       |
| Aragua FC             | Venezuela | 2013       |

## Palmarés

### Campeonatos nacionales
| Título                        | Club                 | País      | Año  |
| ----------------------------- | -------------------- | --------- | ---- |
| Torneo Clausura               | Deportivo Táchira FC | Venezuela | 2008 |
| Primera División de Venezuela | Deportivo Táchira FC | Venezuela | 2008 |
| Torneo Apertura               | Deportivo Táchira FC | Venezuela | 2009 |
| Primera División de Venezuela | Deportivo Táchira FC | Venezuela | 2011 |